# Coline Aumard
Coline Aumard (* 13. Juni 1989 in Villeneuve-Saint-Georges) ist eine ehemalige französische Squashspielerin. 

## Karriere
Coline Aumard begann ihre professionelle Karriere in der Saison 2007 und gewann sechs Titel auf der PSA World Tour. Ihre höchste Platzierung in der Weltrangliste erreichte sie mit Rang 20 im Juli 2020. 
Mit der französischen Nationalmannschaft nahm sie 2008, 2010, 2012, 2014, 2016, 2018 und 2022 an der Weltmeisterschaft teil. Bei Europameisterschaften wurde sie 2019 mit der Mannschaft Europameisterin und gehörte zahlreiche weitere Male zum Kader. Bei Europameisterschaften im Einzel belegte sie 2013 und 2015 jeweils den dritten Platz. Nach einer Finalniederlage gegen Millie Tomlinson wurde sie 2018 Vizeeuropameisterin, im Jahr darauf unterlag sie ebenfalls im Finale Nele Gilis. 2017 wurde sie französische Meisterin.
Aumard kündigte ihren Rücktritt zum Saisonende 2021/22 an und bestritt ihr letztes Turnier auf der World Tour bei den Necker Mauritius Open, bei denen sie im Viertelfinale gegen Tinne Gilis ausschied. Bei den World Games 2022 gewann sie bei ihrem letzten Turnier als Profispielerin die Bronzemedaille.

## Erfolge
- Vizeeuropameisterin: 2018, 2019
- Europameisterin mit der Mannschaft: 2019
- Gewonnene PSA-Titel: 6
- World Games: 1 × Bronze (2022)
- Französische Meisterin: 2017